# 福岡県立八幡工業高等学校
福岡県立八幡工業高等学校（ふくおかけんりつ やはたこうぎょうこうとうがっこう）は、福岡県北九州市八幡西区別所町にある公立工業高等学校。通称は「八工（はちこう）」。通称については、古く昭和40年代は「はちこう」と称されていたが、その後、福岡県立八幡高校（はちこう）と混同されやすいためか、「やんこう」と通称されるようになった。しかし現在では秋田犬ハチ公をモデルとしたハチ公シャツを作るなど、八工（はちこう）に回帰しようとしている。

## 概要
部活動では、運動部のボート部が国体出場の常連である。文化部では、吹奏楽部が2007年2月にアンサンブルコンテスト九州大会にてサックス5重奏が出場するも、後一歩で全国大会を逃す。
通学者は八幡西区の地元の生徒が圧倒的に多いが、県内全域から受験・通学が可能である。工業高校のため男子生徒が大半を占めており、女子生徒の人数は十数人程度であるが、年々増加しつつある。また、女子生徒の制服は、2006年4月の入学生（6名）から新しいデザインとなった。
毎年行われている体育祭での5科からなる「応援団」が、八工（はちこう）男児一番の見ものである。

## 設置学科
全日制課程
2006年4月入学生まで
- 機械科
- 土木科
- 材料技術科
- 電子科
- 電子機械科

2007年4月入学生より
- 機械系（＝機械工作コース・機械制御コース・材料加工コース・応用機械コース）
- 電気系（＝電力管理コース・電子制御/通信コース）
- 土木系（＝設計施工コース・施工実務コース）

## 沿革
- 1933年（昭和8年）4月 - 開校
- 1935年（昭和10年）10月 - 現在の校名に

## 校訓
- 健康
- 真理探究
- 勤労愛好
- 責任感

## 年間行事
- 4月　始業式・入学式・歓迎遠足普通救命講習（1年）
- 5月　自立と協働を学ぶ宿泊体験（1年）・中間考査・生徒総会
- 6月　体育大会・防災訓練・進路研修会（3年）
- 7月　期末考査・クラスマッチ・交通安全教室（3年）・保護者会・終業式
- 8月　中学生体験入学
- 9月　始業式・就職試験開始（3年）
- 10月　創立記念式典・中間考査
- 11月　文化祭・インターンシップ（2年）・期末考査
- 12月　修学旅行（2年）・保護者会・終業式
- 1月　始業式・学年末考査（3年）
- 2月　学年末考査（1年・2年）
- 3月　卒業式・修了式

## 著名な出身者
- 佐藤瑠香 - 柔道家
- 浜崎満重 - 西日本短期大学附属高等学校野球部　元監督（第74回全国高等学校野球選手権大会優勝）
- 敷田直人 - プロ野球審判員
- 田中半蔵 - 格闘家

## アクセス
- 九州旅客鉄道（JR九州）黒崎駅
  - 黒崎駅から香月方面の西鉄バスに乗り、バス停「別当町」から徒歩2分。
- 西鉄バス北九州バス停「八幡工業高校前」から徒歩5分。
  - 高速バスを利用の場合は引野口で下車、そこから徒歩10分。
  - 学校の前は直方方面への幹線道路の国道200号線の為、交通の便が非常に良い。